# إدي أودونيل
إدي أودونيل (بالإنجليزية: Eddie O'Donnell) هو سائق سيارة سباق ومهندس أمريكي، ولد في 22 يونيو 1885 في وايتووتر في الولايات المتحدة، وتوفي في 26 نوفمبر 1920.